# Лужники (станция МЦК)
Лужники́ — остановочный пункт на Малом кольце Московской железной дороги, станция маршрута городского поезда — Московского центрального кольца. Открыта 10 сентября 2016 года вместе с открытием пассажирского движения поездов МЦК. Названа по расположению в исторической местности Лужники. Находится рядом со спортивным комплексом Лужники.

## Технические характеристики
Состоит из двух крытых береговых платформ длиной по 270 метров и двухэтажного вестибюля с кассами и турникетами. Выход на платформы осуществляется по эскалаторам. Платформы станции расположены по разные стороны от вестибюля. Южная платформа сдвинута относительно северной на 167 метров. Выход на пешеходную дорожку под эстакадой улицы Хамовнический вал. По дорожке можно пройти к южному вестибюлю станции метро «Спортивная». Рядом с вестибюлем также расположены остановки наземного транспорта на улице Хамовнический Вал.

## Строительство
Строительные работы на перегоне Канатчиково — Кутузово, на месте бывшей станции Воробьёвы Горы, были начаты летом 2013 года, раньше всех остальных платформ МЦК, не считая «Площади Гагарина». По состоянию на март 2015 года платформа полностью построена, в августе-сентябре того же года проведено благоустройство площадки перед вестибюлем.
| - Перегон Канатчиково — Кутузово до начала строительства платформ - Строительство платформ в 2014 году |

[что?]

## Расположение и пересадки
Станция находится в юго-западной части района Хамовники, между Лужнецкой эстакадой Третьего транспортного кольца и улицей Хамовнический Вал. В пешеходной доступности находится южный вестибюль станции метро «Спортивная» (150 метров) и  канатная дорога на Воробьёвых горах (1 километр).

## Пассажиропоток
Из 31 платформы МЦК Лужники занимает пятое место по популярности. В 2017 году средний пассажиропоток по входу и выходу составил 27 тыс. чел. в день и 811 тыс. чел. в месяц.

## Наземный общественный транспорт
На этой станции можно пересесть на следующие маршруты городского пассажирского транспорта:
- Автобусы: м5, м6, с216, 220, с249, с263, с755

## Фотогалерея
| - Вид с улицы - Входной вестибюль - Входной зал перед турникетами - Эскалаторы - Эскалаторы наверху - Платформа - Электропоезд у платформы |